# سارة غلاسر
سارة غلاسر (بالإنجليزية: Sarah Glaser)‏ هي متسابقة يخت أمريكية، ولدت في 18 نوفمبر 1961 في سبرينغفيلد في الولايات المتحدة.

## وصلات خارجية
- سارة غلاسر على موقع الاتحاد الدولي للملاحة الشراعية (موقع جديد) (الإنجليزية)
- سارة غلاسر على موقع الاتحاد الدولي للملاحة الشراعية (موقع قديم) (الإنجليزية)
- سارة غلاسر على موقع اللجنة الأولمبية الدولية (الإنجليزية)
- سارة غلاسر على موقع أوليمبيديا (الإنجليزية)